# Sawyer-Nunatak
Der Sawyer-Nunatak ist ein kleiner und dennoch markanter Nunatak im ostantarktischen Viktorialand. In den Prince Albert Mountains ragt er 5 km südöstlich des Mount Stephen auf.
Der United States Geological Survey kartierte ihn anhand eigener Vermessungen und mithilfe von Luftaufnahmen der United States Navy aus den Jahren von 1956 und 1962. Das Advisory Committee on Antarctic Names benannte ihn 1968 nach Joseph O. Sawyer, Satellitengeodät auf der McMurdo-Station im antarktischen Winter des Jahres 1966.